# Hovops mariensis
Hovops mariensis är en spindelart som först beskrevs av Embrik Strand 1908.  Hovops mariensis ingår i släktet Hovops och familjen Selenopidae.
Artens utbredningsområde är Madagaskar. Inga underarter finns listade i Catalogue of Life.